# 小行星5366
小行星5366（英語：5366 Rhianjones）是一颗围绕太阳公转的小行星。1981年3月2日，舒爾特·巴斯在赛丁泉山发现了此天体。
这颗小行星的绝对星等为171.32249等。